# Parlamentswahl in Litauen 2008
- TS-LKDa: 45
- LRLS: 11
- TPP: 16
- LiCS: 8
- Unabh.: 4
- TT: 15
- LLRA: 3
- NSj: 1
- DPe: 10
- LVLS: 3
- LSDP: 25

Die erste Runde der Parlamentswahl in Litauen 2008 fand am 12. Oktober 2008 statt und die zweite Runde am 26. Oktober 2008. Außerdem wurde am 12. Oktober 2008 ein Referendum über die Frage der Laufzeitverlängerung des Kernkraftwerkes Ignalina abgehalten.

## Wahlsystem
Zur Wahl standen die 141 Sitze im litauischen Parlament, dem Seimas. 70 Sitze wurden proportional an die Parteien vergeben, welche die 5 %-Hürde übersprangen (7 %-Hürde für Listenverbindungen). Die übrigen 71 wurden als Direktmandate über Wahlkreise vergeben.

## Teilnehmende Parteien und Kandidaten
1603 Kandidaten aus 22 Parteien in 16 Koalitionen bewarben sich um die 141 Mandate im Parlament. 

## Wahlergebnis
Nur in 3 Wahlkreisen konnten Bewerber im ersten Wahlgang die nötige 50 %-Mehrheit erreichen. Die Stichwahl zwischen den jeweils beiden Erstplatzierten in den anderen Wahlkreisen fand am 26. Oktober statt.
| Partei                                                                                               | Partei                                              | Listenstimmen | Listenstimmen | Listenstimmen | Sitze | Sitze  | Sitze  | Sitze |
| Partei                                                                                               | Partei                                              | Anzahl        | %             | +/−           | Liste | Direkt | Gesamt | +/−   |
| --- | --------------------------------------------------- | ------------- | ------------- | ------------- | ----- | ------ | ------ | ----- |
| | Vaterlandsbund – Christdemokraten Litauens (TS-LKD) | 243.823       | 18,61         | +2,92         | 18    | 27     | 45     | +20   |
| | Partei der Wiederauferstehung des Volkes (TPP)      | 186.629       | 14,25         | Neu           | 13    | 3      | 16     | Neu   |
| | Ordnung und Gerechtigkeit (TT)                      | 156.777       | 11,97         | +0,92         | 11    | 4      | 15     | +5    |
| | Sozialdemokratische Partei Litauens (LSDP)          | 144.890       | 11,06         | −9,03         | 10    | 15     | 25     | −8    |
| | Arbeitspartei (DP) + jaunimas                       | 111.149       | 8,45          | −19,23        | 8     | 2      | 10     | −29   |
| | Liberale Bewegung der Republik Litauen (LRLS)       | 70.862        | 5,41          | Neu           | 5     | 6      | 11     | Neu   |
| | Liberale und Zentrumsunion (LiCS)                   | 66.078        | 5,04          | −3,90         | 5     | 3      | 8      | −10   |
| | Wahlaktion der Polen Litauens (LLRA)                | 59.237        | 4,52          | +0,73         | –     | 3      | 3      | +1    |
| | Bund der Bauern und Volksparteiler Litauens (LVLS)  | 46.162        | 3,52          | −2,90         | –     | 3      | 3      | −7    |
| | Neue Union (Sozialliberale) (NS)                    | 45.061        | 3,44          | —             | –     | 1      | 1      | ±0    |
| | Die Front                                           | 40.016        | 3,05          | Neu           | –     | –      | 0      | Neu   |
| | Junges Litauen                                      | 21.589        | 1,65          | Neu           | –     | –      | 0      | Neu   |
| | Partei der Bürgerdemokratie (PDP)                   | 13.775        | 1,05          | Neu           | –     | –      | 0      | Neu   |
| | Litauische Union der Russen (LRS)                   | 11.357        | 0,87          | Neu           | –     | –      | 0      | Neu   |
| | Litauische sozialdemokratische Union (LSDS)         | 10.642        | 0,81          | +0,49         | –     | –      | 0      | ±0    |
| | Litauische Zentrumspartei (LCP)                     | 8.669         | 0,66          | +0,17         | –     | –      | 0      | ±0    |
| | Unabhängige                                         | —             | —             | —             | –     | 4      | 4      | −2    |
| Gesamt                                                                                               | Gesamt                                              | 1.236.716     | 100           |               | 70    | 71     | 141    |       |
| Gültige Stimmen                                                                                      | Gültige Stimmen                                     | 1.236.716     | 94,41         | −2,90         |       |        |        |       |
| Ungültige Stimmen                                                                                    | Ungültige Stimmen                                   | 73.239        | 5,59          | +2,90         |       |        |        |       |
| Wahlbeteiligung                                                                                      | Wahlbeteiligung                                     | 1.309.965     | 48,59         | +2,51         |       |        |        |       |
| Nichtwähler                                                                                          | Nichtwähler                                         | 1.386.125     | 51,41         | −2,51         |       |        |        |       |
| Registrierte Wähler                                                                                  | Registrierte Wähler                                 | 2.696.090     |               |               |       |        |        |       |
| Quelle: Zentrale Wahlkommission der Republik Litauen: Listenstimmen, Direktmandate: 1. Gang, 2. Gang |                                                     |               |               |               |       |        |        |       |

## Regierungsbildung

### Regierungskoalition
- TS-LKD: 45
- TPP: 16
- LRLS: 11
- LiCS: 8
- Unabh.: 3
- Sonst.: 58

Valkiūnas trat der LiCS-Fraktion bei, Varaška und Stanevičius traten der TPP-Fraktion bei
Die Regierungskoalition wurde im Folgenden aus Tėvynės Sąjunga - Lietuvos krikščionys demokratai, Tautos prisikėlimo partija, Lietuvos Respublikos liberalų sąjūdis und Liberalų ir centro sąjunga gebildet, die – nach Fraktionsbeitritten – eine Mehrheit von 83 der 141 Sitze auf sich vereinen. Neuer Ministerpräsident wurde Andrius Kubilius von den Konservativen.

### Kabinett Kubilius II
Am 4. Dezember 2008 bestätigte Präsident Valdas Adamkus mit seiner Unterschrift das neue Kabinett der Vier-Parteien-Koalition (die neue Regierung wurde am 9. Dezember 2008 vereidigt):
- Gesundheitsminister: Algis Čaplikas (LiCS)
- Arbeits- und Sozialminister: Rimantas Jonas Dagys (TS-LKD), bis 12. Juli 2009, designiert: Donatas Jankauskas (TS-LKD)
- Verteidigungsministerin: Rasa Juknevičienė (TS-LKD)
- Umweltminister: Gediminas Kazlauskas (parteilos, nominiert von TPP)
- Wirtschaftsminister: Dainius Kreivys (TS-LKD)
- Verkehrsminister: Eligijus Masiulis (LRLS)
- Innenminister: Raimundas Palaitis (LiCS)
- Landwirtschaftsminister: Kazimieras Starkevičius (TS-LKD)
- Bildungs- und Wissenschaftsminister: Gintaras Steponavičius (LRLS)
- Finanzminister: Algirdas Gediminas Šemeta (parteilos, nominiert von TS-LKD), bis 30. Juni 2009, seit 8. Juli 2009: Ingrida Šimonytė (parteilos, nominiert von TS-LKD)
- Justizminister: Remigijus Šimašius (parteilos, nominiert von LRLS)
- Außenminister: Vygaudas Ušackas (parteilos, nominiert von TS-LKD)
- Kulturminister: Remigijus Vilkaitis (TPP)

Im Februar 2009 wurde die Regierung um ein neues Energieministerium erweitert, dessen besondere Aufgabe in der Bewältigung der Schließung des Kernkraftwerks Ignalina zum Jahresende 2009 lag.
- Energieminister: Arvydas Sekmokas (TS-LKD)